# Amazonas FC
Der Amazonas Futebol Clube ist ein 2019 gegründeter Fußballverein aus Manaus, der Hauptstadt des brasilianischen Bundesstaates Amazonas. Die Farben des Vereins sind Gelb und Schwarz. Das brasilienübliche Maskottchen ist der gefleckte Jaguar, dessen Gesicht auch das Vereinswappen schmückt.
Der Verein gewann 2023 erstmals die Staatsmeisterschaft von Amazonas. Auf nationaler Ebene qualifizierte sich Amazonas 2022 zum ersten Mal für die vierte Spielklasse, die Série D von der umgehend der Durchmarsch über die Série C in die Série B gelang.

## Historie
Nach etwa zwei Jahren Planung wurde der Amazonas FC am 23. Mai 2019 von einer Gruppe von Geschäftsleuten in Leben gerufen.
Unmittelbar nach der Gründung nahm der Amazonas FC an der zweiten Liga des Staates Amazonas teil, die er sogleich gewann und damit in die erste Liga des Staates aufrückte. Dort wurde der Verein drittletzter von sieben Teilnehmern; einen Abstieg gab es in jenem Jahr nicht.
2021 wurde Amazonas Zweiter des Ligateils der Meisterschaft (eine Halbsaison ohne Rückrunde) und schied in der Endrunde bereits in der ersten Runde, dem Viertelfinale aus. Im Gesamtklassement der Meisterschaft wurde Amazonas als Dritter gewertet. Die beiden Ersten qualifizieren sich typischerweise für die vierthöchste nationale Spielklasse, die Série D. Amazonas erhielt aber einen Platz, da der Erste, der Manaus FC bereits national in der dritten Liga spielte. 2022 erreichte Amazonas nur Platz fünf in der Liga und schied erneut in der ersten Runde der Endrunde aus. Auf nationaler Ebene stieg Amazonas als Halbfinalist der Endrunde der Série D in die Série C auf.
2023 gewann Amazonas die Liga und behielt in den Finalspielen im April gegen den 2020 gegründeten Manauara EC, ebenfalls aus Manaus, mit 0:0 und 1:0 die Oberhand und gewann somit zum ersten Mal die seit 1914 abgehaltene Staatsmeisterschaft von Amazonas. Erfolg war dem Verein auch auf nationaler Ebene beschieden, wo Amazonas das Finale der Endrunde der Série C nach einem 0:0 zu Hause und einem 2:1-Sieg auswärts beim Brusque FC aus Santa Catarina gewann und in die Série B aufstieg. In der Série B 2024 belegte der Klub den elften Platz.

## Stadion
Der Verein trägt seine Heimspiele im Estádio Municipal Carlos Zamith,  in Manaus aus. Das „Zamith“ hat ein Fassungsvermögen von 6.500 Personen. Eigentümer der Sportstätte ist der Bundesstaat Amazonas. Der Verein teilt sich das Stadion mit dem Nacional FC, Rio Negro und dem Manaus FC.

## Erfolge
- Staatsmeisterschaft von Amazonas: 2023, 2025
- Staatsmeisterschaft von Amazonas – Segunda Divisão: 2019
- Série C: 2023